# Grand Prix Belgii 1965
Grand Prix Belgii 1965 (oryg. Grand Prix de Belgique), Grand Prix Europy 1965 – 3. runda Mistrzostw Świata Formuły 1 w sezonie 1965, która odbyła się 13 czerwca 1965, po raz 14. na torze Spa-Francorchamps.
25. Grand Prix Belgii, 14. zaliczane do Mistrzostw Świata Formuły 1.

## Wyniki

### Wyścig
| Poz. | Nr. | Nat               | Kierowca        | Konstruktor    | Okrążeń | Czas/powód NU | Poz. start. | Punktów |
| ---- | --- | ----------------- | --------------- | -------------- | ------- | ------------- | ----------- | ------- |
| 1    | 17  | Wielka Brytania   | Jim Clark       | Lotus-Climax   | 32      | 2:23:34.8     | 2           | 9       |
| 2    | 8   | Wielka Brytania   | Jackie Stewart  | BRM            | 32      | +44.8 sek.    | 3           | 6       |
| 3    | 4   | Nowa Zelandia     | Bruce McLaren   | Cooper-Climax  | 31      | +1 okrążenie  | 9           | 4       |
| 4    | 14  | Australia         | Jack Brabham    | Brabham-Climax | 31      | +1 okrążenie  | 10          | 3       |
| 5    | 7   | Wielka Brytania   | Graham Hill     | BRM            | 31      | +1 okrążenie  | 1           | 2       |
| 6    | 10  | Stany Zjednoczone | Richie Ginther  | Honda          | 31      | +1 okrążenie  | 4           | 1       |
| 7    | 18  | Wielka Brytania   | Mike Spence     | Lotus-Climax   | 31      | +1 okrążenie  | 12          |         |
| 8    | 21  | Szwajcaria        | Jo Siffert      | Brabham-BRM    | 31      | +1 okrążenie  | 8           |         |
| 9    | 2   | Włochy            | Lorenzo Bandini | Ferrari        | 30      | +2 okrążenia  | 15          |         |
| 10   | 15  | Stany Zjednoczone | Dan Gurney      | Brabham-Climax | 30      | +2 okrążenia  | 5           |         |
| 11   | 5   | Austria           | Jochen Rindt    | Cooper-Climax  | 29      | +3 okrążenia  | 14          |         |
| 12   | 27  | Belgia            | Lucien Bianchi  | BRM            | 29      | +3 okrążenia  | 17          |         |
| 13   | 22  | Wielka Brytania   | Innes Ireland   | Lotus-BRM      | 27      | +5 okrążeń    | 16          |         |
| 14   | 23  | Wielka Brytania   | Richard Attwood | Lotus-BRM      | 26      | Wypadek       | 13          |         |
| NU   | 29  | Stany Zjednoczone | Masten Gregory  | BRM            | 12      | Pompa paliwa  | 20          |         |
| NU   | 20  | Szwecja           | Jo Bonnier      | Brabham-Climax | 9       | Zapłon        | 7           |         |
| NU   | 11  | Stany Zjednoczone | Ronnie Bucknum  | Honda          | 9       | Skrz. biegów  | 11          |         |
| NU   | 1   | Wielka Brytania   | John Surtees    | Ferrari        | 5       | Silnik        | 6           |         |
| NU   | 26  | Australia         | Frank Gardner   | Brabham-BRM    | 3       | Zapłon        | 19          |         |

### Pole position
- Graham Hill – 3:45.4

### Najszybsze okrążenie
| Nr | Kierowca  | Konstruktor | Czas   | Okr. |
| -- | --------- | ----------- | ------ | ---- |
| 17 | Jim Clark | Lotus       | 4:12.9 | 23   |

### Prowadzenie w wyścigu
| Nr                              | Kierowca  | Okrążenia | Suma |
| ------------------------------- | --------- | --------- | ---- |
| 17                              | Jim Clark | 1-32      | 32   |
| \| Wykres \| \| ------ \| \| \| |           |           |      |
| Wykres                          |           |           |      |
|                                 |           |           |      |